# Idioma efutop
El efutop (también conocido como agbaragba y ofutop) es un idioma hablado en el sudeste de Nigeria, en el área de gobierno local de Ikom, en el estado de Cross River.
Pertenece a la subfamilia de las lenguas bakor que, a su vez, pertenecen a las lenguas bantúes, llamadas lenguas Ekoides. Las demás lenguas de la subfamilia son el abañom, el ekajuk, el nde-nsele-nta, el nkem-nkum y el nnam, todas ellas habladas en Nigeria. El efutop tiene una similitud léxica de entre un 66 % y un 68 % con en nde-nsele-nta.

## Uso
El efutop es un lenguaje vivo y vigoroso. No está normalizado. Lo habla la población de todas las edades. Se habla en casa y en comunidad. La mayoría de sus hablantes también hablan el pidgin nigeriano. Algunos también hablan las lenguas nkem-nkum, ekajuk i efik. Los niños efutoparlantes se escolarizan en inglés.

## Población y religión
El 93 % de los 26 000 efutoparlantes son cristianos, de los que el 40 % es protestante, el 30 % pertenecen a iglesias independientes y el 30 % son católicos. El 7 % restante son creyentes de religiones tradicionales africanas.